# عینک برفی

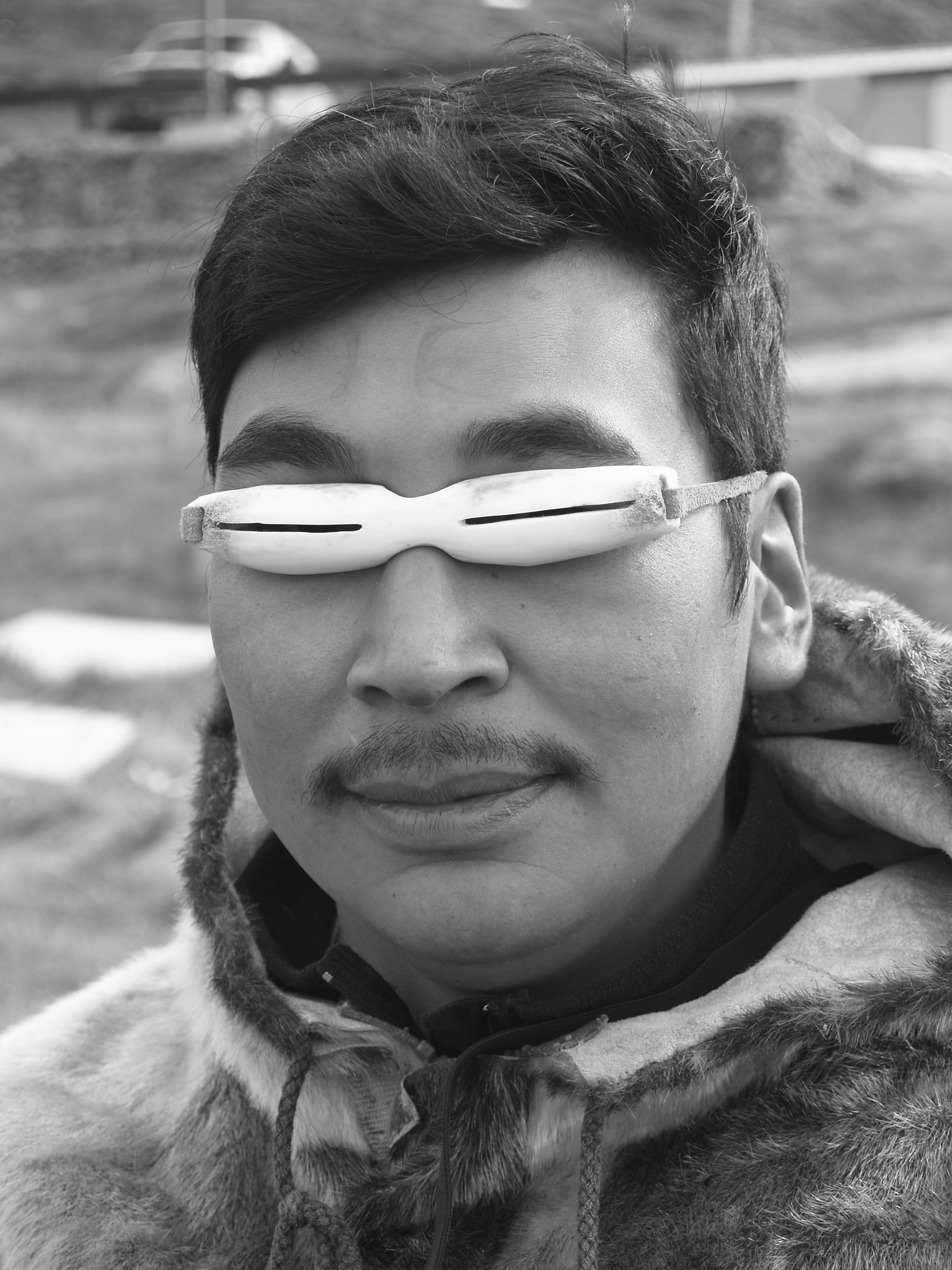
عینک برفی مورد استفاده اینوئیت

عینک برفی (ilgaak) نوعی عینک است که به‌طور سنتی توسط مردمان یوپیک اینوئیت استفاده می‌شود. غالباً به این عینک‌ها، عینک اسکیمویی هم می‌گویند. مردمان قطب شمال برای جلوگیری از پدیده و عارضهٔ برف‌کوری از این عینک‌ها استفاده شایانی می‌نمایند. عینک‌های برفی به‌طور سنتی از چوب، چوب‌های خشک و مستحکم (به ویژه چوب صنوبر)، استخوان، عاجِ گراز دریایی (Walrus ivory) و شاخ گوزن شمالی ساخته می‌شوند. گاهی مواقع در تهیه آنها از خزه‌های ساحلی هم استفاده می‌شود. همانند سایر کلمات زبان اینوئیت نام‌های متفاوتی برای اینگونه عینک‌ها در میان بومی‌های اسکیمو رایج است.
ابعاد این عینک‌ها می‌تواند متناسب با فرم و قالب صورت استفاده‌کننده متغیر باشد اما همگی در جلو دارای ۱ یا ۲ شکاف باریک هستند. عینک‌های برفی کاملاً محکم در برابر صورت قرار می‌گیرند به طوری که تنها و از طریق شکاف‌ها است که نور می‌تواند وارد شود. گاهی از دوده نیز برای کمک به قطع تابش‌های خیره‌کننده به داخل عینک نیز استفاده می‌کنند. میزان باریکی شکاف‌های جلویی نه تنها برای کاهش میزان نور ورودی بلکه برای بهبود حدت بینایی نیز مؤثر است و از آنجایی که در مناطق مسطح قطبی (به ویژه در هنگام بارش یا بوران برف) خط افق قابل تمیزدادن نیست بسیار مؤثر هستند. هر اندازه عرض شکاف‌ها در این گونه عینک‌ها بیشتر باشد، میدان دید وسعت بیشتری پیدا می‌کند.

## نگارخانه

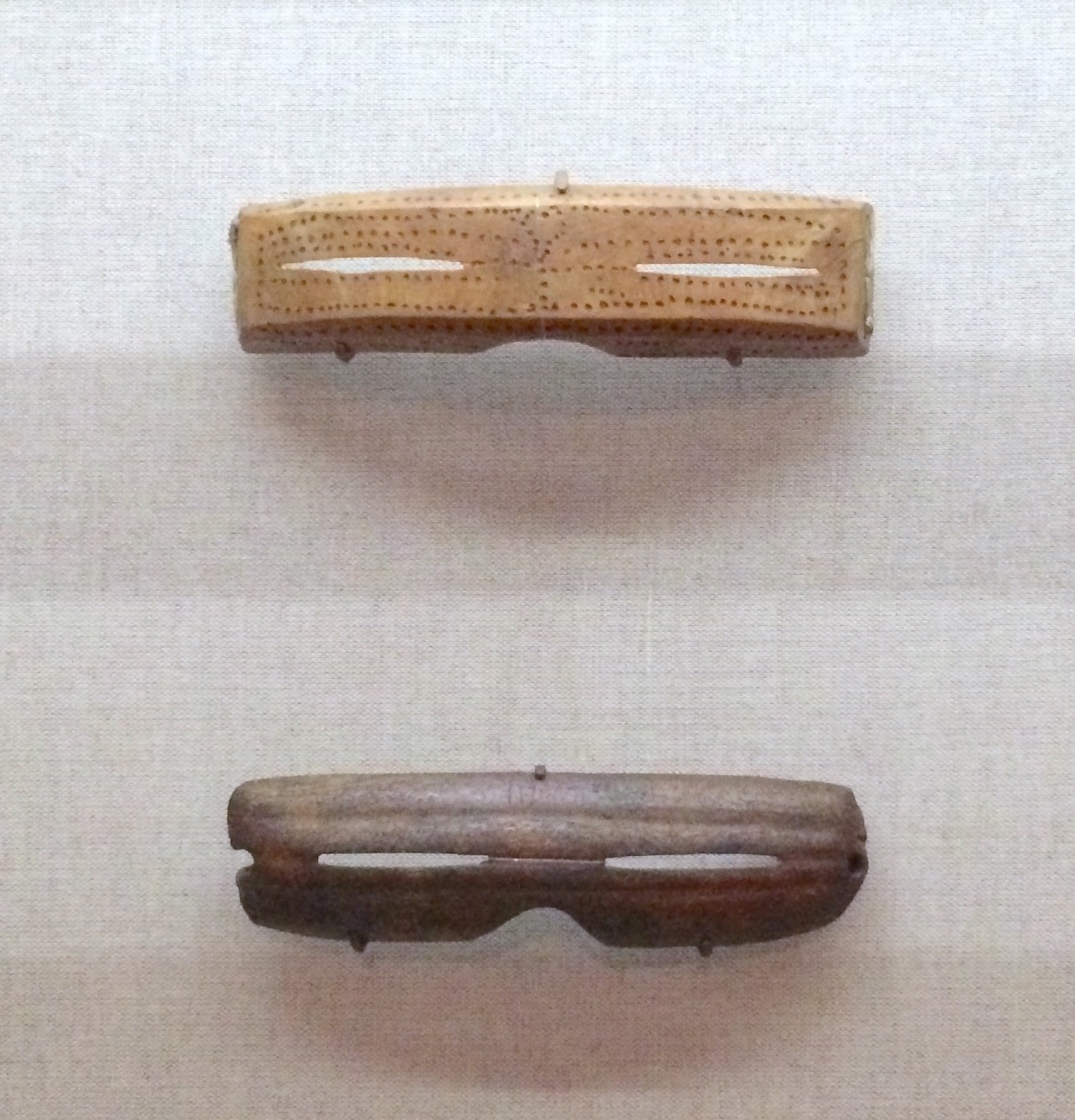